# Carlos de Salm-Dhaun
Carlos de Salm-Dhaun (en alemán: Karl Graf zu Salm-Dhaun; 21 de septiembre de 1675, Dhaun - 26 de marzo de 1733, Dhaun) fue el Wildgrave y Ringrave de Salm-Dhaun desde 1693 hasta su muerte. 
Fue antepasado de Isabel de Baviera, comúnmente apodada Sissi, emperatriz de Austria tras su matrimonio con Francisco José I.

Escudo de armas de los Wild- y Ringraves de Salm-Dhaun.

## Vida
Era el hijo mayor del conde Juan Felipe II de Salm-Dhaun (1645-1693) y su esposa la condesa Anna Catalina de Nassau-Ottweiler (1653-1731), hermana de conde Federico Luis de Nassau-Ottweiler.
Tras la muerte de su padre adquirió el Wildgraviato y Ringraviato de Salm-Dhaun, un estado de la Familia Salm.
Carlos murió el 26 de marzo de 1733, a la edad de 57 años, en Dhaun y fue enterrado en "St. Johannisberg" en Renania-Palatinado.

## Matrimonio e hijos
Carlos se casó el 19 de enero de 1704 en Ottweiler con su prima hermana Luisa de Nassau-Saarbrücken-Ottweiler (17 de diciembre de 1686-16 de abril de 1773, Dhaun), hija de su tío el conde Federico Luis de Nassau-Ottweiler (1651-1728) y la condesa Cristiana von Alefeld. (1659-1695). Tuvieron 13 hijos:
- Catalina Luisa (6 de enero de 1705-agosto de 1752)
- Carolina Magdalena (7 de enero de 1706-26 de mayo de 1786), casada el 27 de noviembre de 1726 con el conde Carlos Luis von Leiningen-Dagsburg-Emichsburg (16 de febrero de 1704-20 de marzo de 1747), hijo del conde Johann Friedrich von Leiningen-Dagsburg-Hardenburg (1661-1722) y Catalina de Baden-Durlach (1677-1746)
- Catalina Lucía (13 de marzo de 1707)
- Juan Luis (23 de febrero de 1708-1711)
- Cristina (29 de julio de 1710-después de 1773)
- Guillermina (3 de enero de 1712-23 de noviembre/diciembre de 1732)
- Carlota (1713-1717)
- Albertina (13 de julio-18 de octubre de 1716)
- Carlos Augusto (31 de marzo de 1718, Daun-15 o 17 de noviembre de 1732)
- Sofía Carlota (29 de agosto de 1719, Daun- 19 de marzo de 1770, Gelnhausen), casada el 19 de agosto de 1743 en Daun con el conde palatino Juan del Palatinado-Gelnhausen, duque de Baviera (24 de mayo de 1698-10 de febrero de 1780), hijo del conde palatino Juan Carlos del Palatinado-Birkenfeld-Gelnhausen (1638-1704); tatarabuela y bisabuela de Isabel de Baviera, emperatriz de Austria
- Louise (27 de febrero de 1721-23 de diciembre de 1791, Colonia), casada el 19 de junio de 1744 en Daun con el burgrave Guillermo Luis de Kirchberg (30 de marzo de 1709-18 de febrero de 1751), hijo de Georg Friedrich von Kirchberg (1683-1749) y su tía Sofía Amalia de Nassau-Saarbrücken (1688-1753)
- Juan Felipe III de Salm-Dhaun (20 de enero de 1723, Daun-3 de septiembre de 1742, Estrasburgo), Wild- y Ringrave  de Salm-Dhaun, soltero
- Jeannette Louise (1725-1748)